# Glory Quest
 (octobre 2023).
La mise en forme du texte ne suit pas les recommandations de Wikipédia : il faut le « wikifier ».
Les points d'amélioration suivants sont les cas les plus fréquents. Le détail des points à revoir est peut-être précisé sur la page de discussion.
- Les titres sont pré-formatés par le logiciel. Ils ne sont ni en capitales, ni en gras.
- Le texte ne doit pas être écrit en capitales (les noms de famille non plus), ni en gras, ni en italique, ni en « petit »…
- Le gras n'est utilisé que pour surligner le titre de l'article dans l'introduction, une seule fois.
- L'italique est rarement utilisé : mots en langue étrangère, titres d'œuvres, noms de bateaux, etc.
- Les citations ne sont pas en italique mais en corps de texte normal. Elles sont entourées par des guillemets français : « et ».
- Les listes à puces sont à éviter, des paragraphes rédigés étant largement préférés. Les tableaux sont à réserver à la présentation de données structurées (résultats, etc.).
- Les appels de note de bas de page (petits chiffres en exposant, introduits par l'outil «  Source ») sont à placer entre la fin de phrase et le point final[comme ça].
- Les liens internes (vers d'autres articles de Wikipédia) sont à choisir avec parcimonie. Créez des liens vers des articles approfondissant le sujet. Les termes génériques sans rapport avec le sujet sont à éviter, ainsi que les répétitions de liens vers un même terme.
- Les liens externes sont à placer uniquement dans une section « Liens externes », à la fin de l'article. Ces liens sont à choisir avec parcimonie suivant les règles définies. Si un lien sert de source à l'article, son insertion dans le texte est à faire par les notes de bas de page.
- La présentation des références doit suivre les conventions bibliographiques. Il est recommandé d'utiliser les modèles {{Ouvrage}}, {{Chapitre}}, {{Article}}, {{Lien web}} et/ou {{Bibliographie}}. Le mode d'édition visuel peut mettre en forme automatiquement les références.
- Insérer une infobox (cadre d'informations à droite) n'est pas obligatoire pour parachever la mise en page.

Pour une aide détaillée, merci de consulter Aide:Wikification.
Si vous pensez que ces points ont été résolus, vous pouvez retirer ce bandeau et améliorer la mise en forme d'un autre article.
Glory Quest (グローリークエスト, Gurōriikuesuto, Mission glorieuse) est une société de production de films pour adultes (AV) basée au Japon, spécialisée dans la création de vidéos pour adultes. Le siège social de l'entreprise est situé dans le quartier de Toshima à Tokyo, Japon.

## Informations sur la société
Le studio Glory Quest produit des films pour adultes depuis au moins le 10 juin 2000, date à laquelle le studio a publié Sweet Doll 01 (スイートドールスペシャル 01) sur cassette VHS (SDS-01). En décembre 2019, DMM répertoriait 3 532 films disponibles à l'achat via le studio Glory Quest et 2 110 films sous la marque GLORY QUEST,. La société publie des films deux fois par mois, produisant environ 18 à 20 films par mois. Sur leur site Web, www.gloryquest.tv, les membres peuvent télécharger des films et commander des coffrets DVD Glory Quest. Ils commercialisent également leurs produits dans des magasins à travers le Japon.
Glory Quest produit des films pour adultes de divers genres érotiques, y compris des actrices célèbres dans des films à "gros seins" (巨乳). Le studio a également sorti des films fétichistes plus extrêmes sous sa bannière Maniac, couvrant des genres tels que le fisting, le S&M sadomasochiste, les excréments humains et, pendant un temps, la bestialité,. Les marques Maniac Shemale, Transgender et Ultra Sex proposent des films mettant en vedette des actrices transgenres.
Un autre genre notable pour Glory Quest est le "porno pour personnes âgées", une niche en croissance rapide dans l'industrie japonaise du porno. Comme le souligne Kayoko Iimura, représentante des relations publiques de Glory Quest : "Si nous produisons simplement des films conformément aux normes, nous ne pouvons pas rivaliser avec les autres studios... Nous voulons donc créer quelque chose de nouveau. La relation entre l'épouse et son beau-père âgé contient suffisamment de détails et de rebondissements pour créer une atmosphère mystérieuse et captiver le cœur des téléspectateurs. La star senior de Glory Quest est Shigeo Tokuda, né en 1934, qui s'est avéré être une mine d'or pour Glory Quest grâce à deux anthologies "vieux homme" : "Maniac Training of Lolitas - La folle séance d'entraînement des jeunes femmes de Glory Quest" (décembre 2004) et "Soins interdits aux personnes âgées" (août 2006). La troisième série, "Big Tits Loving Grandfather Erotic Mischief," a débuté en avril 2008,.
Glory Quest, fondée sous le nom de GQE Inc. (有限会社GQE), disposait d'un capital de 3 millions de yens japonais (environ 30 000 dollars) en 2010. Le PDG de la société est Ken Miyasaka (宮坂謙). Elle reste une entreprise indépendante et ne fait pas partie d'un conglomérat. Comme d'autres sociétés audiovisuelles pour adultes au Japon, elle appartient à l'un des "groupes éthiques" qui réglementent volontairement le contenu et la censure : la Content Soft Association (CSA) (japonais : コンテンツ・ソフト協同組合), fondée par le groupe Soft On Demand et d'autres entreprises.

## Marque
En dehors de la marque Glory Quest, la société utilise également les marques suivantes pour ses films :
| - PBR - ACD - Garçons Kageki - Relations dangereuses - Etc - GQR - Haute tension - Inceste |  | - Kebabu - Maniaque - Maniaque Transexuelle - Soins sexuels - SocialQ - TopazeJ - Transe Jender - Ultra Sexe |

## Collections
Les collections de films célèbres de Glory Quest incluent,:
- Vua thú tính (獣皇?)
- Trò đùa gợi dục của ông già yêu vú to (ボイン大好き亀市爺さんのHなイタズラ 壱?)
- Giấy chứng nhận y tế ngực to (巨乳診断書?)
- Điều dưỡng cấm đoán (禁断介護?)
- Loạn luân (近親相姦?)
- Tình yêu đối với những trò đùa ngực to (ボイン大好きしょう太くんのHなイタズラ?)
- New Half Trance (ニューハーフトランス?)
- Xuất tinh trong Phụ nữ Trưởng thành Gợi cảm (艶熟 中出し?)
- She Male Jam (シーメールジャム?)
- She Male Jack
- The Gal Nan
- The Gal's Night

## Grand Prix AV
En 2008, Glory Quest a participé au concours industriel AV Grand Prix avec sa participation intitulée "She Male Jam ～Exclusive Tune～" (AVGP-012), mettant en vedette les actrices transgenres Arisawa Sena et Yumeno Mina,.
En 2009, lors du Grand Prix AV, la nomination de GQ, "Incest Family" (近親相姦 昭和禁断血族「母さん、この家は狂ってます」) (AVGP-115), avec également Kitahara Natsumi, Yamaguchi Reiko et Nan. ase Kasumi, a remporté le Prix du Supporter.